# Seznam srbskih tenisačev
Seznam srbskih tenisačev.

## B
- Ilija Bozoljac

## Č
- Nikola Čačić
- Tamara Čurović

## D
- Olga Danilović
- Vesna Dolonc

## Đ
- Laslo Đere
- Novak Đoković

## E
- Doroteja Erić

## I
- Ana Ivanović

## J
- Jovana Jakšić
- Jelena Janković
- Tatjana Ječmenica
- Ivana Jorović
- Karolina Jovanović
- Bojana Jovanovski

## K
- Miomir Kecmanović
- Natalija Kostić
- Kosta Kovačević
- Filip Krajinović
- Peđa Krstin
- Aleksandra Krunić

## L
- Dušan Lajović
- Vojislava Lukić

## M
- Hamad Međedović
- Teodora Mirčić

## N
- Sandra Načuk

## O
- Bogdan Obradović

## P
- Boris Pašanski
- Danilo Petrović

## R
- Dejana Radanović

## S
- David Savić
- Monika Seleš
- Tijana Spasojević
- Natalija Stevanović
- Nina Stojanović

## Š
- Nikola Špear

## T
- Momčilo Tapavica
- Marko Tepavac
- Janko Tipsarević
- Viktor Troicki

## V
- Dušan Vemić
- Ilija Vučić

## Z
- Dragana Zarić
- Miljan Zekić
- Nenad Zimonjić
- Nataša Zorić

## Ž
- Slobodan Živojinović